# Airbus A330neo
Airbus A330neo (new engine option - opcija novega motorja) je dvomotorno širokotrupno reaktivno potniško letalo razvito na podlagi Airbusa A330. Neo ima novejše motorje Rolls-Royce Trent 7000, spremenjeno krilo z večjim razponom (64 m) in druge izboljšave. Novo letalo naj bi porabilo 14% manj goriva kot klasični A330. Rolls-Royce bo edini ponudnik motorja, enako kot pri A350. Do julija 2014 so zbrali okrog 121 naročil.
Airbus se je odločil ponuditi A330neo, ker se je najmanjši član družine A350, A350-800 sorazmerno slabo prodajal in ga bodo najverjetneje preklicali. A330 je namenjen porabi na srednjih progah (6000-10000 kilometrov).

## Specifikacije
|                         | A330-800neo                                                                           | A330-900neo                                                                           |
| ----------------------- | ------------------------------------------------------------------------------------- | ------------------------------------------------------------------------------------- |
| Posadka                 | 2                                                                                     | 2                                                                                     |
| Število sedežev         | 252 (2-razreda)                                                                       | 310 (2-razreda)                                                                       |
| Dolžina                 | 58,82 m (193 ft 0 in)                                                                 | 63,69 m (208 ft 11 in)                                                                |
| Razpon kril             | 64 m (210 ft 0 in)                                                                    | 64 m (210 ft 0 in)                                                                    |
| Širina sedežev          | 18 in (45,7 cm) tipično (8 sedežev v vrsti) ali 16,5 in (41,9 cm) (9 sedežev v vrsti) | 18 in (45,7 cm) tipično (8 sedežev v vrsti) ali 16,5 in (41,9 cm) (9 sedežev v vrsti) |
| Maks. vzletna teža      | 242 t (238 angleških ton; 267 ameriških ton)                                          | 242 t (238 angleških ton; 267 ameriških ton)                                          |
| Maks. pristajalna teža  | 186 t (205 ameriških ton)                                                             | 191 t (211 ameriških ton)                                                             |
| Maks. kapaciteta goriva | 139.090 L (36.740 US gal)                                                             | 139.090 L (36.740 US gal)                                                             |
| Največji dolet          | > 7.450 nmi (13.800 km)                                                               | > 6.200 nmi (11.500 km)                                                               |
| Motor (×2)              | Rolls-Royce Trent 7000                                                                | Rolls-Royce Trent 7000                                                                |
| Potisk (×2)             | 68.000 lbf (300.000 N) do 72.000 lbf (320.000 N)                                      | 68.000 lbf (300.000 N) do 72.000 lbf (320.000 N)                                      |